# Carral (León)
Carral es una villa española, perteneciente al municipio de Valderrey, en la provincia de León y la comarca de la Vega del Tuerto, en la Comunidad Autónoma de Castilla y León. En 2009 contaba con 116 habitantes. Se encuentra en la margen derecha del río Tuerto.
Los terrenos de Carral de la Vega limitan con los de Barrientos al norte, Villar de la Vega (barrio de Carral) y San Félix de la Vega al sureste, Riego de la Vega al suroeste y Castrillo de las Piedras al noroeste.